# دراء نانداي
دراء نانداي هو نوع من ببغاء الإقليم المداري يعيش في قارة أمريكا الجنوبية.